# Кристал-Бей (тауншип, Миннесота)
Кристал-Бей (англ. Crystal Bay) — тауншип в округе Лейк, Миннесота, США. На 2000 год его население составило 607 человек.

## География
По данным Бюро переписи населения США площадь тауншипа составляет 544,5 км², из которых 527,5 км² занимает суша, а 17,0 км² — вода (3,12 %).

## Демография
По данным переписи населения 2000 года здесь находились 607 человек, 235 домохозяйств и 165 семей.  Плотность населения —  1,2 чел./км².  На территории тауншипа расположено 350 построек со средней плотностью 0,7 построек на один квадратный километр. Расовый состав населения: 98,68 % белых, 0,33 % афроамериканцев, 0,16 % азиатов, 0,66 % — других рас США и 0,16 % приходится на две или более других рас. Испанцы или латиноамериканцы любой расы составляли 1,15 % от популяции тауншипа.
Из 235 домохозяйств в 35,3 % воспитывались дети до 18 лет, в 59,6 % проживали супружеские пары, в 6,4 % проживали незамужние женщины и в 29,4 % домохозяйств проживали несемейные люди. 25,1 % домохозяйств состояли из одного человека, при том 7,2 % из — одиноких пожилых людей старше 65 лет. Средний размер домохозяйства — 2,58, а семьи — 3,11 человека.
27,8 % населения — младше 18 лет, 8,7 % — в возрасте от 18 до 24 лет, 31,1 % — от 25 до 44, 23,1 % — от 45 до 64, и 9,2 % — старше 65 лет. Средний возраст — 36 лет. На каждые 100 женщин приходилось 104,4 мужчин.  На каждые 100 женщин старше 18 приходилось 108,6 мужчин.
Средний годовой доход домохозяйства составлял 35 000 долларов, а средний годовой доход семьи —  42 917 долларов. Средний доход мужчин —  42 031  доллар, в то время как у женщин — 21 429. Доход на душу населения составил 14 161 доллар. За чертой бедности находились 7,6 % семей и 9,7 % всего населения тауншипа, из которых 7,6 % младше 18 и 22,1 % старше 65 лет.